# Made (Hawk Nelson)
Made è l'ottavo album degli Hawk Nelson ed è stato pubblicato il 2 aprile 2013.
L'album è il primo dove Steingard fa sia il cantante che il chitarrista, poiché Jason Dunn ha lasciato la band.

## Le canzoni
1. - "What I'm Looking For" - 3:26
2. - "A Million Miles Away" - 2:40
3. - "Words" (feat Bart Millard of MercyMe) - 3:24
4. - "Elevator" (feat Blanca Callahan of Group 1 Crew) - 3:21
5. - "Every Beat of My Broken Heart" - 3:50
6. - "Made" - 3:52
7. - "Love Like That"  	Rice, Steingard	3:35
8. - "Through the Fire" (feat Mike Donehey of Tenth Avenue North)- 3:48
9. - "Faithful" - 4:08
10. - "Anyone But You" - 3:02
11. - "Outside the Lines"  - 4:08
12. - "Fighting For" - 4:53

Durata totale: 44:07

## Formazione della band
- Jonathan Steingard - chitarra e voce
- Daniel Biro - Basso e coro
- Justin Benner - batteria

## Curiosità
Il 20 aprile 2013, Made divenne il 192º album più venduti negli Stati Uniti e nella stessa settimana, sempre negli Stati Uniti, divenne il 15 album cristiano più venduto.